# Élections fédérales suisses de 1854
Les élections fédérales suisses de 1854 se sont déroulées le 29 octobre 1854. Ces élections permettent d'élire au système majoritaire les 120 députés, répartis sur 49 arrondissements électoraux répartis sur les 22 cantons, siégeant au Conseil national (chambre basse), pour une mandature de trois ans.
Ces élections se sont déroulées dans un climat violent accompagné de tensions où attentats politiques et pressions furent récurrents. Sous la puissance d'un État fédéral de plus en plus fort, des alliances contre-nature se créent entre Conservateurs catholiques et Radicaux de gauche afin de maintenir une certaine indépendance cantonale.
Comme pour les deux précédentes élections en 1848 et en 1851, ce sont les Radicaux (centre-gauche) qui remportent clairement ce scrutin, tant en nombre de sièges qu'en nombre de voix. Alors que les Libéraux (centristes) stagnent en nombre de sièges mais augmentent leur résultat en nombre de voix, toutes les autres tendances politiques perdent des voix et des sièges. 
Dans tous les cantons, les élections au Conseil des États sont quant à elles toujours non régulées et certains cantons ont renouvelé leurs Sénateurs parfois plusieurs fois sur les trois années écoulées. Tout comme en 1848 et 1851, les Conseillers aux États sont toujours élus, nommés ou désignés par les Grands Conseils, et ce à des dates variables.
Ces élections ont débouché sur la 3e Législature qui s'est réunie pour la première fois le 4 décembre 1854.
Sur les 517 641 hommes âgés de 20 et plus et ayant droit de cité, 236 760 d'entre eux prirent part à ce scrutin, ce qui représente un taux de participation de 45,7 % (-7,9 %). Toutefois, ces chiffres ne tiennent pas compte la participation dans 6 cantons (AI, AR, GL, OW, NW et UR) où les conseillers nationaux furent élus par les Landsgemeinden cantonales respectives.

## Législature 1854-1857
Les liens (et couleurs) renvoient sur les partis héritiers actuels de ces formations politiques d'antan. Certaines formations sont passées de gauche au centre-droit (GR et CL ⇒ PLR), d'autres de la droite au centre-droit (PCC ⇒ PDC) ou  centre-gauche (DE ⇒ PEV). La Gauche Démocratique est restée à gauche aujourd'hui à travers les mouvements socialistes.
|  | Formations («Partis»)         | Sigles | Tendances politiques                           | Sièges au CN | Sièges au CE |
|  | ----------------------------- | ------ | ---------------------------------------------- | ------------ | ------------ |
|  | Gauche Radicale               | GR     | Radicaux, Radicaux-démocrates, Gauche          | 82           | 14           |
|  | Centre Libéral                | CL     | Libéraux, Modérés, Libéraux-démocrates, Centre | 16           | 14           |
|  | Parti catholique conservateur | PCC    | Conservateurs catholiques, Droite              | 14           | 10           |
|  | Droite Évangélique            | DE     | Conservateurs réformés, Droite                 | 6            | 1            |
|  | Gauche Démocratique           | GD     | Démocrates, Gauche                             | 2            | 1            |
|  | Divers                        | Ind    | Divers                                         | -            | 2            |
|  | Vacant                        | -      | n/a                                            | -            | 2            |

## Résultats au Conseil national dans les cantons
| Canton             | Total | GD     | GR      | CL     | DE     | PCC     |
| ------------------ | ----- | ------ | ------- | ------ | ------ | ------- |
| Zurich             | 13    | 1      | 11      | -      | 1      | -       |
| Berne              | 23    | -      | 18 (+3) | 1 (+1) | 4 (-1) | 0 (-3)  |
| Lucerne            | 7     | -      | 4       | 1      | -      | 2       |
| Uri                | 1     | -      | -       | -      | -      | 1       |
| Schwytz            | 2     | -      | 1 (+1)  | 0 (-1) | -      | 1       |
| Nidwald            | 1     | -      | -       | -      | -      | 1       |
| Obwald             | 1     | -      | -       | -      | -      | 1       |
| Glaris             | 2     | -      | 2 (+1)  | 0 (-1) | -      | -       |
| Zoug               | 1     | -      | -       | -      | -      | 1       |
| Fribourg           | 5     | -      | 0 (-5)  | 2 (+2) | -      | 3 (+3)  |
| Soleure            | 3     | -      | 1 (-2)  | 2 (+2) | -      | -       |
| Bâle Campagne      | 2     | 0 (-1) | 2 (+1)  | -      | -      | -       |
| Bâle-Ville         | 1     | -      | -       | 1      | -      | -       |
| Schaffhouse        | 2     | -      | 1 (-1)  | 1 (+1) | -      | -       |
| Rhodes-Extérieures | 2     | -      | 2       | -      | -      | -       |
| Rhodes-Intérieures | 1     | -      | -       | -      | -      | 1       |
| Saint Gall         | 8     | -      | 7       | 1      | -      | -       |
| Grisons            | 4     | -      | 2 (+1)  | 1 (-1) | 1      | -       |
| Argovie            | 10    | -      | 7 (+3)  | 2 (-1) | -      | 1 (-2)  |
| Thurgovie          | 4     |        | 3 (-1)  | 1 (+1) | -      | -       |
| Tessin             | 6     | -      | 6 (+2)1 | 0 (-2) | -      | -       |
| Vaud               | 10    | 1 (-1) | 9 (+4)  | 0 (-4) | -      | -       |
| Valais             | 4     | -      | 2       | -      | -      | 2       |
| Neuchâtel          | 4     | -      | 4       | -      | -      | -       |
| Genève             | 3     | -      | 0 (-3)  | 3 (+3) | -      | -       |
|                    | 120   | 2 (-1) | 82 (+4) | 16     | 6 (-1) | 14 (-2) |

1 La liste tessinoise remportant 6 sièges est une liste de fusion entre Radicaux de gauche et Catholiques conservateurs de droite.

## Des élections invalidées au Tessin
Alors qu'un mouvement de réconciliation est amorcé entre Catholiques conservateurs et Radicaux de gauche dans certains cantons afin de maintenir une certaine autonomie cantonale face à un état fédéral de plus en plus puissant, le Canton du Tessin envoie 6 députés issus d'une liste fusionnées entre ces deux formations. Cette liste de coalition, appelée «Fusionisti», fut considérée d'un mauvais œil par les autres Radicaux suisses et notamment par la Neue Zürcher Zeitung, journal d'obédience radicale qui écrivit à propos de ce résultat :

«Du Tessin nous est parvenue hier soir une dépêche télégraphique qui relate le fait que l’opposition unie l’a emporté. Nous ne pouvons accorder aucun crédit à cette nouvelle. Le peuple ne saurait être stupide au point d’ignorer ses représentants les plus capables. Ce serait là devoir avaler une potion bien amère au moment des réjouissances.»
Prétextant, à juste titre, un vide juridique puisque rien ne permettait au niveau législatif la fusion de listes, la Chambre basse, majoritairement radicale, annula l’élection tessinoise du fait que le Gouvernement tessinois ne divulgua pas dans les temps impartis les résultats alors que des fraudes électorales ayant entaché le scrutin furent également exposées. En effet, l’article 4 de la «Loi fédérale concernant les élections au Conseil national» du 21 décembre 1850 et l’article 10 de la loi électorale tessinoise entraient en contradiction. Selon la loi fédérale, un électeur pouvait exercer son droit électoral uniquement dans son lieu de domicile alors que la loi électorale tessinoise permettait aux électeurs de voter dans chaque arrondissement électoral de son canton, source de fraudes possibles. 
Les élus «Fusionisti» accusèrent le Gouvernement tessinois, dominé par les Radicaux, de tentative de déstabilisation. En réaction, des milices citoyennes armées, regroupées sous le nom de «Pronunciamento» renversèrent l'opposition et les «Fusionisti» notamment après la mort du radical Francesco De Giorgi, tué le 20 février 1855 à Locarno lors d'une rixe politique entre Radicaux et Fusionnistes. Une fois les élus Fusionnistes de 1854 déchus et les élections invalidées, de nouvelles élections dans les 40e et 41e arrondissements électoraux furent organisées le 11 mars 1855 et les Radicaux remportèrent les 6e sièges. 
Cet épisode fut considéré comme un coup d'État ayant reçu l'aval des plus hautes autorités fédérales sous domination radicale.